# Blairsville (Illinois)
Blairsville es una comunidad no incorporada en el municipio de Beaver Creek, condado de Hamilton, Illinois, Estados Unidos. La comunidad está ubicada a lo largo de la ruta 10 del condado 6,5 millas (10,5 km) al noreste de McLeansboro. 